# یک پادشاهی متحد
یک پادشاهی متحد (انگلیسی: A United Kingdom) فیلمی در ژانر زندگی‌نامه‌ای رمانتیک به کارگردانی آما آسانته و نویسندگی گای هیبرت است که در سال ۲۰۱۶ منتشر شد. داستان فیلم زندگی شاهزادهٔ بوتسوانا، سرتسه خاما و زن بریتانیایی سفیدپوستش، روث ویلیامز است که ازدواج بین نژادی آن‌ها در دههٔ ۱۹۴۰ باعث بحث و اعتراض‌های بسیاری شد. دیوید اویلوو و رزمند پایک به ترتیب در نقش سرتسه و روث ظاهر شدند.